# Хештег-активізм
Хештег активізм — це термін, придуманий ЗМІ, який посилається на використання хештегів в Twitter для Інтернет-активізму. Цей термін також може бути використаний для позначення акта вираження підтримки через лайки, поширення дописів тощо в будь-яких соціальних мережах, таких як Facebook, Google+ і Twitter. Ідея хештег-активізму, можливо, є бажання поділитися деякими проблемами з друзями і підписниками в надії, що вони також поділяться тією ж інформацією. Це призводить до широкої суспільної дискусії і сприяє змінам. Поняття хештег-активізму отримало критику як від противників, так і прихильників. Деякі прихильники стверджують, що використання соціальних мереж для активізму — це гарна ідея, тому що воно дозволяє зв'язуватися з людьми зі всього світу-за короткий проміжок часу. Противники, з іншого боку, ставлять під питання чи хештег-активізм приведе до реальної зміни, оскільки користувачі просто показують, що їм не байдуже, але не роблять конкретних дій, щоб змінити ситуацію.

## Історія
Найдавніша відома згадка цього терміна є в The Guardian у 2011 році. Там він був використаний, щоб описати протест «Захопи Волл-стріт». Крісу Мессіна, житель Сан-Франциско, приписують введення терміна «хештег». Twitter вперше ввів хештег, як засіб координації розмови онлайн, і для координації активістів стихійного протесту «Захопи Волл-стріт» З тих пір термін використовується для позначення використання хештегів на різних соціальних мережах для планування маршів і протестів, поширення своїх історій, зв'язків між спільнотами, і стимулювання соціальних змін.
Хештеги і хештег-активізм мають історію в таких соціальних мережах, як Twitter, Facebook і Tumblr. Так як хештег-активізм продовжує ставати популярнішим, влада вирішила моніторити розмови в соціальних мережах про себе, використовуючи хештеги, і брати їх до уваги за наявності негативного обговорення. Наприклад, це виразилося в 2016 протягом президентських виборів, коли політичний кандидат Джеб Буш звільнив технічного працівника за неналежні твіти.

## Яскраві приклади
Наступні яскраві приклади згруповані за країною, в якій вони виникли.

### США

#### #IStandWithAhmed
#IstandwithAhmed: У 2015 році підлітка на ім'я Ахмед Мохамед заарештували в його школі в Ірвінгу, штат Техас після того, як його вчитель сплутав його розібраний годинник з бомбою. Зрештою, він не був засуджений за які-небудь злочини, але він був відсторонений від школи. Незабаром після того, як його історія потрапила в новини, технічний блогер на ім'я Еніл Деш твітнув фото арештованого Ахмеда в його футболці з логотипом НАСА разом з хештегом «#IstandwithAhmed». Його твіт став вірусним і спричинив звинувачення у расизмі та ісламофобії до школи. Він породив онлайн рух, в якому багато людей, включаючи вчених і інженерів, написали у твіттері про свою підтримку Ахмеда, використавши той самий хештег.

#### #NotOneMore

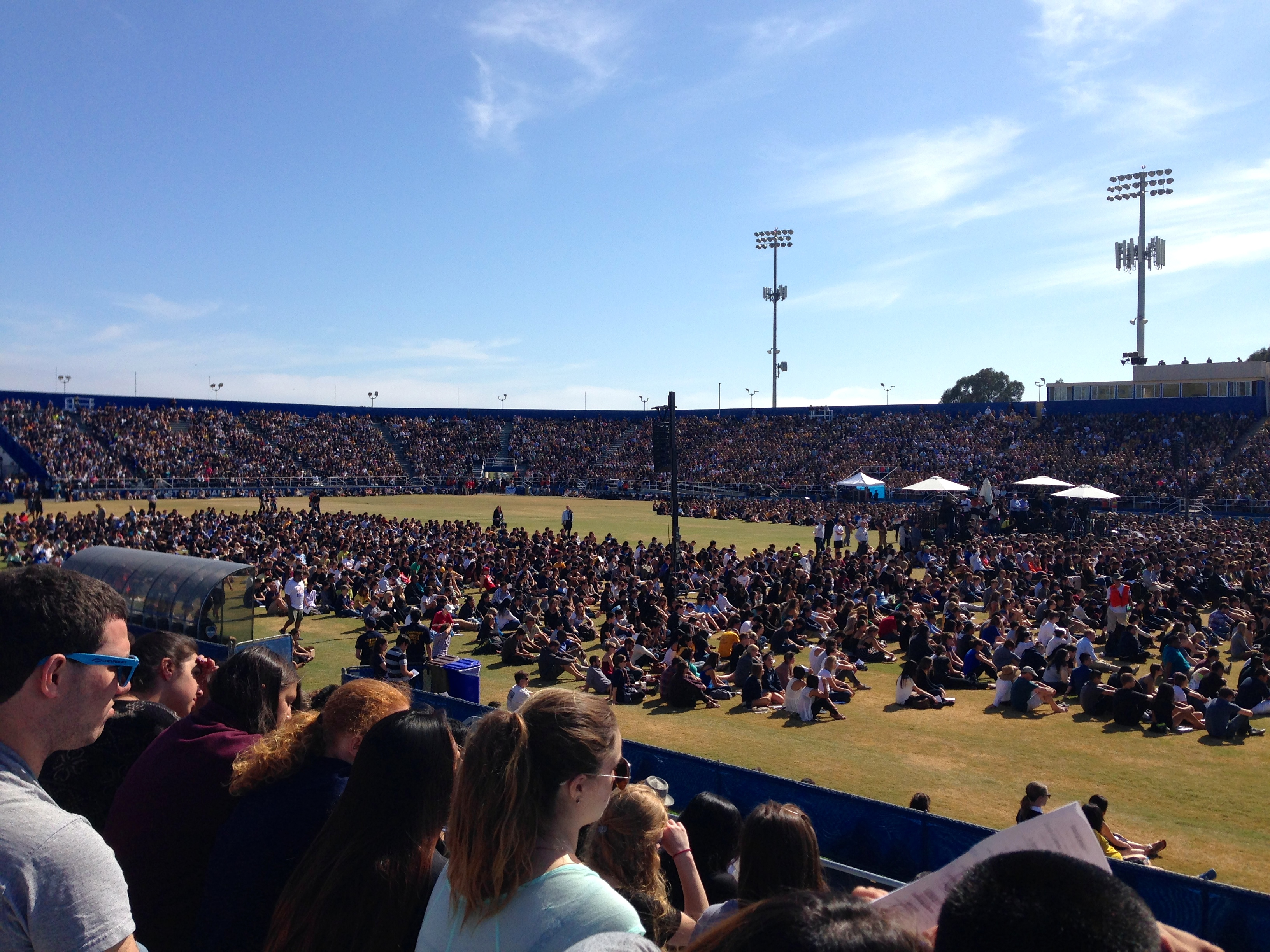
Поминальна служба, що відбулася на Стадіоні Harder після вбивства в Айла Вісті

#NotOneMore — хештег, що з'явився незабаром після 23 травня 2014 року, коли сталась стрільба Айла-Віста, Санта-Барбара, Каліфорнія. Під час цього інциденту, шість студентів, які навчаються в Університеті Каліфорнії в Санта-Барбарі, втратили свої життя. Річард Мартінес, батько однієї з жертв, висловився про контроль за зброєю, закликаючи посилити контроль за зброєю під час поминальних церемоній та мітингів, скандуючи «Жодного більше!» (Not One More). Згодом ця фраза стала хештегом у соціальних мережах. Річард також співпрацював з цифровим відділом руху за контроль за зброєю Everytown, щоб створити інструмент, який б міг дати учасникам можливість відправити листівки для своїх сенаторів, представників Конгресу і губернатора, що містять фразу «Not One More».

#### #Kony2012

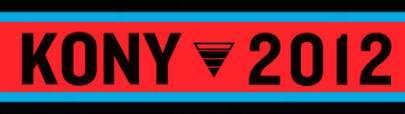
Плакат Коні 2012

Коні 2012 це короткометражний фільм, знятий організацією Невидимі діти, Inc. Він був випущений 5 березня 2012 року. Мета фільму полягає в поширенні руху «Стоп Коні» цієї благодійної організації, щоб зробити відомим Джозефа Коні — лідера Африканського культу і ополчення, обвинуваченого у військових злочинах Міжнародним кримінальним судом, для того, щоб його заарештували до кінця 2012 року, коли кампанія закінчиться.
Фільм поширився вірусно через хештег #Kony2012.

#### #BlackLivesMatter
Рух Життя чорних важливі закликає покласти край жорстокості поліції і вбивств афро-американців в США. Хештег #BlackLivesMatter почала Алісія Гарза, Патріс Куллорс, і Опал Тометі як відповідь на виправдальний вирок Джорджа Циммермана, який застрелив 17-річного Трейвона Мартіна. Хештег відродився в 2014 році, після вбивства Майкла Брауна в Фергюсон, штат Міссурі, і після рішення верховного журі не звинувачувати поліцейського Даніеля Панталео у смерті Еріка Гарнера.

#### #WhyIStayed
У 2014 році у пресі з'явились записи камери відеоспостереження, які показували, як гравець НФЛ Рей Райс, бив його наречену, Дженей Райс. Це викликало суспільні дебати про те, чому жертви насильства залишаються в стосунках, в яких є насильство. У відповідь на це питання, письменник і людина, що пережила на собі домашнє насильство Беверлі Гуден розпочала кампанію #WhyIStayed через Twitter спробувавши «змінити тон розмови». Хештег став трендом на національному рівні за п'ять годин після його створення і був використаний більш ніж 46 000 раз у цей день. Беверлі з'явилась на ток-шоу, в якому обговорила хештегог-активізм.

#### #icebucketchallenge
#icebucketchallenge — це челендж, в якому виливають відро крижаної води на голову людини і документують на відео або фотографіях, і «виклик» видається іншій людині (або людям) зробити те ж саме. Людина, яка отримала «виклик», має реагувати виливанням крижаної води собі на голову, або пожертвувати гроші на благодійні організації, що займаються хворобою рухового нейрона і бічним аміотрофічним склерозом. Проте, робити і обливання і пожертвування теж можна. Суть челенджу полягає в тому, щоб поширити відео або фото на сайтах соціальних мереж, ознайомити їх аудиторію зі згаданими хворобами та продемонструвати підтримку та небайдужість до проблеми. Участь у #icebucketchallenge з глобальною аудиторією соціальних мереж викликали стільки підтримки, що на початку серпня 2014 року Національний благодійний фонд президента отримав сплеск пожертв розміром 168 тисяч доларів (лише за тиждень). Зрештою, громадські діячі, такі як Джеймс Франко, Чарлі Роуз, і навіть колишній президент США Джордж Буш прийняли роль активістів по збору грошей для дослідження і поширення інформації про хвороби, згадані вище.

#### #HimToo
#HimToo — це хештег в Твіттері, який стосується до кампанії в соціальних мережах через неправдиве звинувачення чоловіків у зґвалтуванні.

### Нігерія

#### #BringBackOurGirls

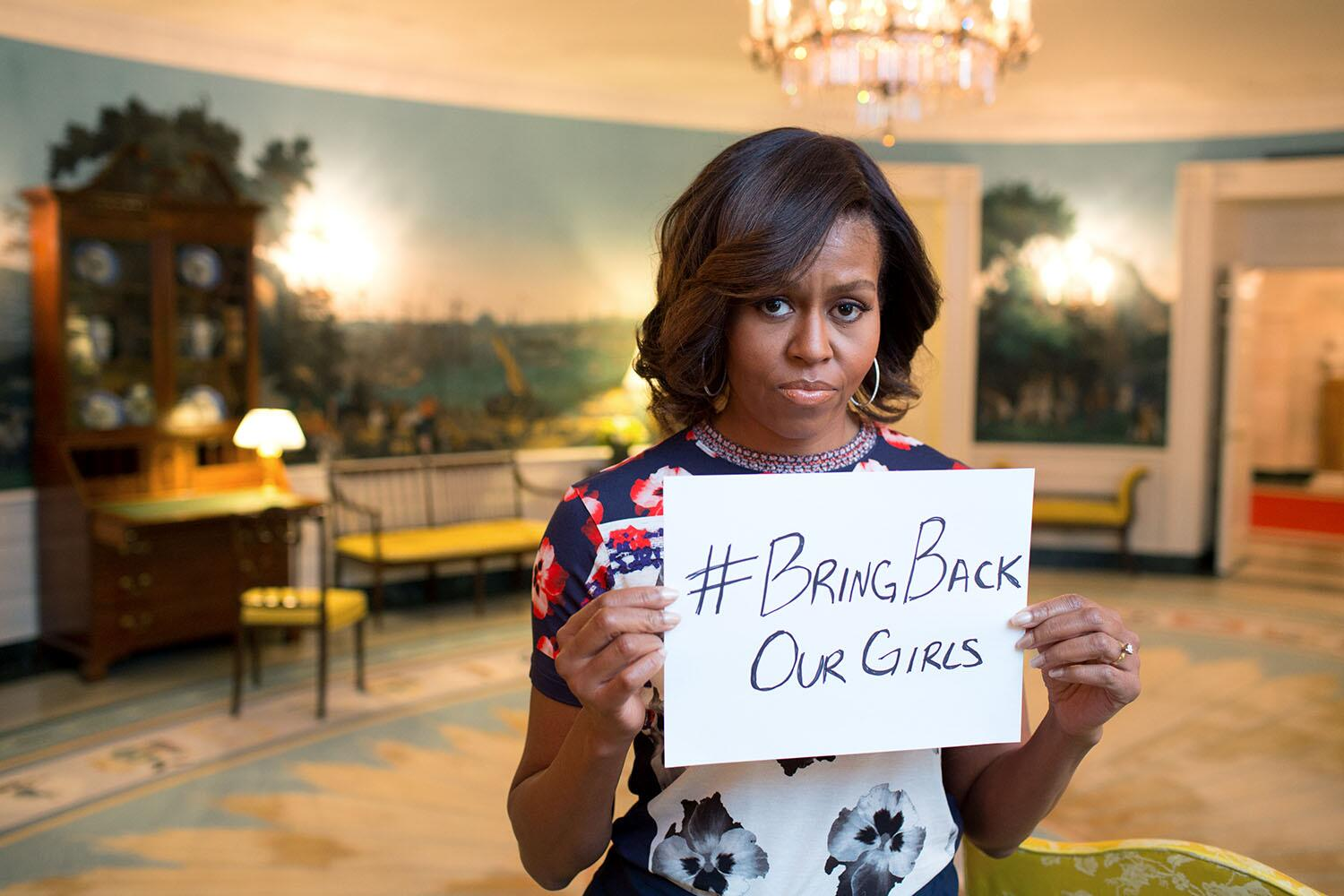
Перша леді США Michelle Obama започаткувала хештег #BringBackOurGirls

Угрупування «Боко Харам» викрало понад 200 школярок з Чибока, Нігерія в травні 2014 року, відмовившись повернути дівчат. Хештег #BringBackOurGirls (поверніть наших дівчаток) був створений і використаний в надії втримати сюжет в новинах та залучити міжнародну увагу до нього. Хештег був використаний першою леді Мішель Обамою, щоб підняти обізнаність про викрадених дівчат. Хештег  отримав 2 мільйони ретвітів.

### Франція

#### #PrayforParis
Епіцентр Парижа зіткнувся з несподіваними терактами, що веде до всесвітнього поширення інциденту. У цьому випадку насильство, яке сталось, було шокуючим. Більш конкретно, терористи були одягнені в пояси смертників. З цими предметами на собі, вони планували вийти на стадіон разом з іншими людьми. Незважаючи на те, що цим особам заборонили входити на стадіон, цей інцидент свідчив про неймовірну жорстокість, яку ці люди мали, бо вони ризикували власним життям, щоб побічно зачепити інші. Після цього інциденту більше 70 мільйонів чоловік почали поширювати цю новину в різних соціальних мережах, щоб досягти більш широкої аудиторії. Наприклад, Facebook дозволив користувачам змінювати зображення свого профілю так, щоб поверх був напівпрозорий прапор Франції. Метою зміни зображення профілю користувача Facebook було показання хвилі переживання і небайдужості до цієї нещасної події, яка відбулася. Twitter також був використаний так само, як Facebook був використаний у вираженні і розповсюдженні підтримки громадського хвилювання. Однак, замість того, щоб створювати прозорі накладки на зображення профілю користувача Twitter, було створено хештег, щоб показати підтримку. Цей простий хештегом #PrayforParis дозволив користувачам виказувати підтримки, тому що аудиторія були не тільки проінформована про захід, але також мала змогу натиснути на гіперпосилання, щоб дізнатися більше про проблему і точки зору інших користувачів. Крім того, вплив на дітей був також помітним. Наприклад, маленька дитина намалювала свої думки на папері, і написала: «постріл за пострілом, вибух після вибуху, втрачаються невинні життя!»

## Критика
Хештег-активізм був підданий критиці деякими людьми, як форма Диванного активізму. Кріс Уоллес, Джордж Уілл, і Бріт Х'юм з «Фокс Ньюс» зазначили, що хештег-активізм був «даремною вправою для самооцінки і, що … Я не знаю, як дорослі стоять там перед камерою, і кажуть, „Поверніть наших дівчаток“. Ці варвари в нетрях Нігерії нібито мають перевірити свої акаунти на Twitter і скажуть: „Ой, Мішель Обама дуже зла на нас, може нам краще змінити нашу поведінку?“ Простота хештег-активізму призвела до побоювання, що це може призвести до надмірного використання і громадської втоми. Критики побоюються, що хештег-активізм дозволяє учасникам бути задоволеними лиш публічними символами небайдужості радше, ніж насправді турбуватися і робити додаткові дії.
Інша критика проти хештег-активізму включає аргумент про те, що онлайнові соціальні рухи часто розпочинають привілейовані особи, а не ті, кому потрібна ця допомога. Критики часто використовують рух „Коні 2012“ як приклад, так як режисером картини став американський режисер театру і кіно.

Відома критика хештег-активізму від Сари Пейлін, яка стосовно кампанії #BringBackOurGirls писала: 
Дипломатія через Twitter — це лінивий, слабкий, наївний, і образливий для Американських лідерів спосіб, щоб впоратися з великими національними та міжнародними питаннями… Якщо Ви збираєтесь вплутуватися у будь-якому випадку, містере Президенте, навчіться розуміти це і повірте в це». «Перемогу не приносять ваші прості видалення з друзів поганих хлопців на Facebook. Вести задніх — це не по-Американськи».
Пейлін — одна з багатьох критиків, які вважають хештег-активізм ледачим і неефективним. Малкольм Гладуелл, у статті під назвою «Маленька зміна: чому революції не буде в Твіттері». також розкритикував хештег-активізм у зв'язку з відсутністю тісних зв'язків, що на його думку, необхідна, щоб надихнути великі дії.

## Підтримка
Цифрові онлайн-опитування, проведені в 2014 році виявили, що 64 % опитаних американців заявили, що вони були більш схильні підтримувати соціальні та екологічні питання через волонтерство, пожертвування, обмін інформацією і т. д. після того, як вони лайкнули допис в соціальній мережі. Те ж саме дослідження також показало, що 58 % опитаних американців вважали, що твіт або розміщення дописів — це ефективна форма інформаційно-пропагандистської діяльності.
У той час як критики побоюються, що хештег-активізм створює відсутність справжніх дій в реальному житті, прихильники хештег-активізм вірять, що це ефективно, тому що дозволяє людям легко висловлювати свою думку про численні проблеми. Слідкуючи або шукаючи конкретний хештег, людина може знайти інформацію про конкретний рух і стежити за різними подіями, що відбуваються за цей рух. Прихильники стверджують, що саме через хештег-активізм люди можуть дізнатися більше про шляхи для ставання громадянсько активними, і про те, як брати участь у протестах. Через те, що хештег-активізм відбувається в соціальних мережах з мільйонами активних користувачів, людей більше бачать особисті історії, тим самим зміщуючи громадську думку та допомагаючи жертвам знайти підтримку.
Хештег-активізм також демонструється для впливу на владу і рішення організацій. Він здатний досягти цього, тому що він надає організаціям швидкий і простий спосіб, щоб показати громадську думку і резонанс. Наприклад, в 2012 році, коли фонд Susan G. Komen for the Cure вирішив припинити фінансування мамографії, в мережі виникло обурення і користувачі писали, «standwithpp», і «singon». На тому ж тижні, фонд скасував своє рішення.
Хештег-активізм отримав підтримку ключових активістів соціальних медіа, як Бев Гудман, яка ініціювала рух #WhyIStayed для жінок, постраждалих від домашнього насильства. Вона заявила в інтерв'ю NPR, що «краса хештег-активізм полягає в тому, що він створює можливість для стійкої участі, що важливо для будь-якої справи».